# Paolo Oss Mazzurana
Paolo Oss Mazzurana (Trento, 3 aprile 1833 – Trento, 15 gennaio 1895) è stato un imprenditore e un politico trentino.
È stato podestà di Trento la prima volta fra il 1872 e il 1873, e in seguito per tre volte consecutive dal 1884 al 1895, anno della morte. Fu un periodo di "risorgimento economico" e l'importanza del podestà fu tale da far chiamare quel periodo l'età di Paolo Oss Mazzurana. Politicamente è stato un liberale progressista, ma fu anche attento alla questione operaia e non contrario all'intervento pubblico nell'economia. Fu a capo di quello che Vittorio de Riccabona (che anche ne faceva parte) definì "partito economico". Fra i suoi obiettivi principali vi fu quello di favorire la crescita economica della città, creando le infrastrutture come la centrale idroelettrica e le tramvie (rese possibili dalla prima), ma anche finanziando l'istruzione pubblica. Fu nominato cavaliere dell'Ordine della Corona Ferrea dall'Imperatore d'Austria Francesco Giuseppe che lo definì il miglior podestà di Trento.

## Biografia

### Famiglia e educazione
Paolo Giacomo Giovanni Hoss (la forma Oss comincerà a essere usata in seguito) nasce a Trento il 3 aprile 1833 da Maria Elisabetta Franceschini (1789 - 1891), di famiglia benestante, e, ufficialmente, da Paolo Hoss, un semplice operaio. È stato però ipotizzato che il padre naturale fosse in realtà Felice Mazzurana (su cui vedi infra). Il padre Paolo comunque ha un ruolo marginale nell'educazione del figlio, della quale invece si occupa la madre. Dopo aver frequentato le scuole elementari e le scuole Reali inferiori (simili alle scuole tecnico-scientifiche di oggi) a Trento studia tre anni in Alto Adige, a Merano e Bolzano, per imparare il tedesco.

### I primi passi nell'industria e nella politica
Nel 1848 torna a Trento durante la primavera dei popoli, ma non partecipa ai moti pur condividendone alcune aspirazioni liberistiche. Poco tempo dopo viene assunto come apprendista dall'imprenditore Felice Mazzurana (1780 - 1866), noto fra l'altro per aver fondato il Teatro Sociale di Trento nel 1819. Pochi anni dopo Paolo Oss diventa procuratore generale del Mazzurana. In quegli anni comincia a prendere autonome iniziative imprenditoriali (nel 1854 costruisce dei torchi per la spremitura dell'olio di ricino) e viaggia per osservare le tecnologie e l'organizzazione industriale e i problemi della classe operaia. Nel 1860 sposa Luigia Luterotti (1838 - 1873), nipote e figlia adottiva del Mazzurana, dalla quale avrà quattro figli maschi. In seguito lui stesso diventa figlio adottivo di Mazzurana, iniziando quindi a portare il nome Paolo Oss Mazzurana. Nel 1864 fa erigere a Trento un oleificio e una fabbrica di confetture.
Nel 1865 viene nominato dal Consiglio comunale nella Commissione di controllo dell'operato dei revisori dei conti. Il 6 novembre 1866 muore Felice Mazzurana, e Paolo ne è l'erede. Nel 1868 fonda a Bari un'azienda di commercio.
Nel 1869, nel 1871 e nel 1881 viene eletto alla Dieta tirolese di Innsbruck nel gruppo liberale, ma con gli altri trentini protesta con l'astensionismo contro la mancata autonomia del Trentino.
Nel 1866 il Veneto era stato annesso al Regno d'Italia, come già era successo alcuni anni prima alla Lombardia: questo rende difficili se non impossibili gli scambi commerciali con il Trentino, danneggiandone gravemente l'economia e spingendo alcuni industriali locali a trasferirsi. Anche Oss Mazzurana nel 1870 sposta l'oleificio che aveva fatto costruire a Trento alle Ferrazze di Montorio, in provincia di Verona, luogo ideale grazie all'energia che poteva essere ricavata dal fiume Fibbio.
Nel 1871 è fra i soci fondatori dell'Associazione nazionale-liberale trentina, a favore dell'autonomia, assieme a (fra gli altri) Carlo Dordi, Augusto Panizza e Emiliano Rossi. Legato al gruppo era anche l'abate Giovanni a Prato.

### L'età di Paolo Oss Mazzurana

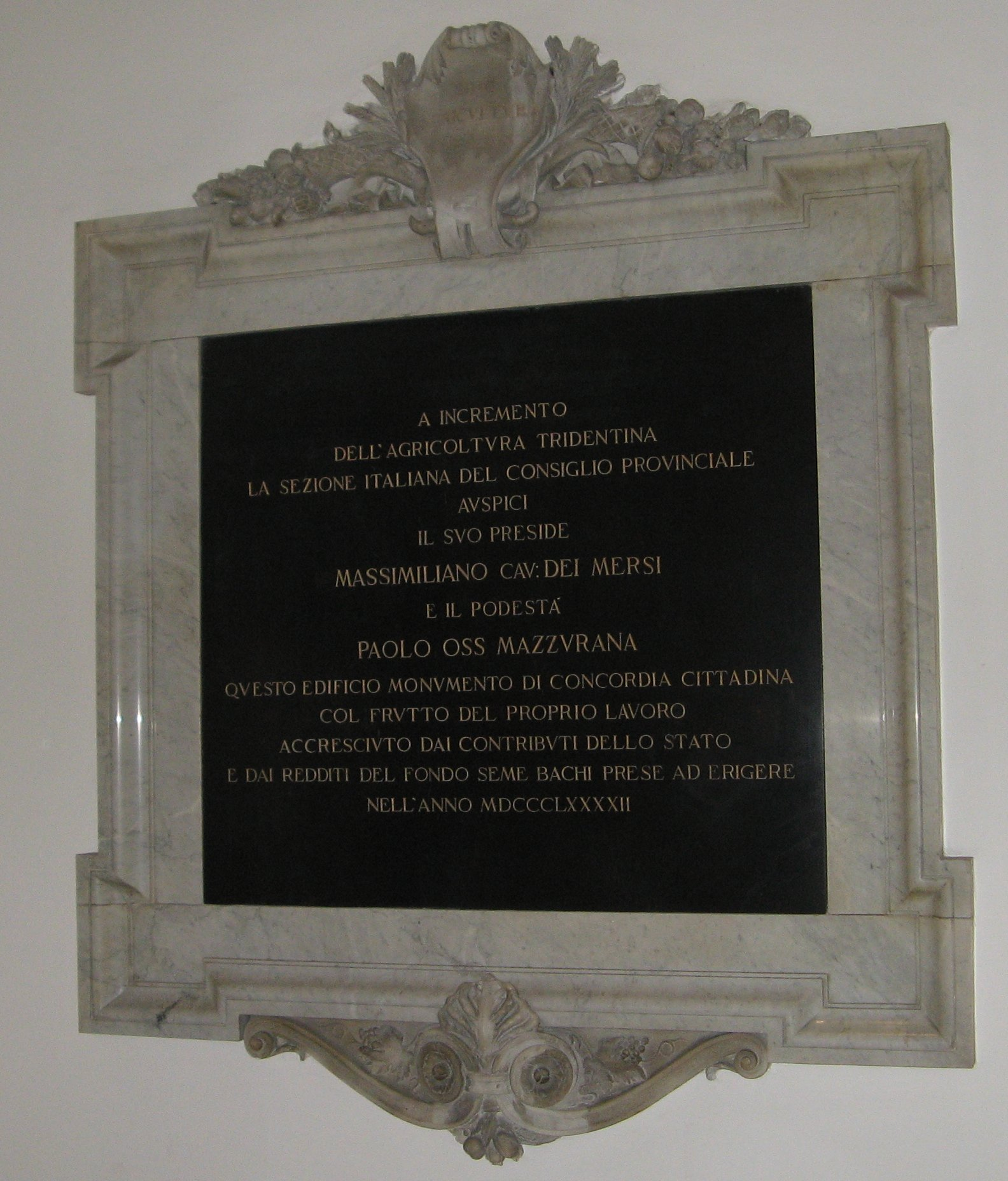
Targa del 1892 nell'attuale palazzo della Facoltà di Economia dell'Università di Trento

Nel 1872 Oss Mazzurana viene eletto podestà di Trento: è il primo borghese ad assumere quella carica. Si dimette però già nel 1873, è discusso se per contrasti con la nobiltà cittadina o per motivi personali di lavoro. Lo stesso anno muore la moglie Luigia Luterotti.
Nel 1874 si trasferisce a Verona e l'anno successivo a Bari. Nel 1875 fonda in quella città una azienda per l'estrazione della sansa di olive, e in seguito anche una fabbrica di silicato di sodio. Prende inoltre il controllo di una fabbrica di solfuro di carbonio (necessario all'oleificio) e nel 1893 ne verrà costruita un'altra. Nel 1878 Oss Mazzurana torna definitivamente a Trento. Nel 1891 iniziò la costruzione di una villa in stile neorinascimentale di Camparta, in località Gazzadina a nord di Trento. Lo stesso anno muore la madre e il figlio per ospitarne le spoglie fa edificare una cappella in stile neogotico dedicata a Santa Elisabetta. Nel 1882 acquista a Ponte Alto Villa Madruzzo, fatta erigere nel XVI secolo dalla famiglia Madruzzo, e la fece ristrutturare secondo il gusto neoclassico.
Viene rieletto podestà per tre volte consecutive: il 17 novembre 1884 (entrando in carica il 5 gennaio 1885), il 24 novembre 1888 (insediamento il 21 febbraio 1889) e 29 dicembre 1892 (insediamento il 23 febbraio 1893).

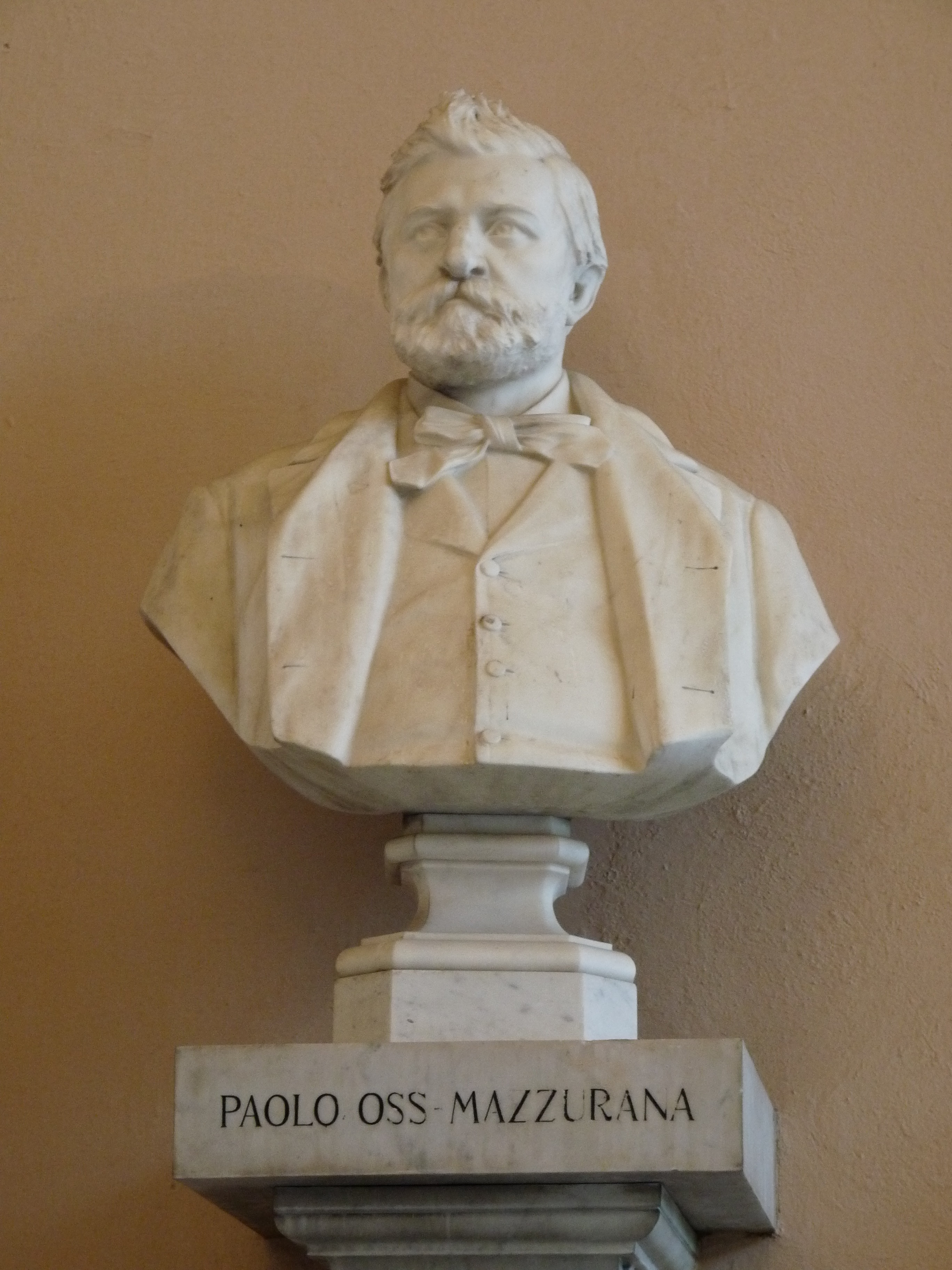
Busto dello scultore Andrea Malfatti, presso il cimitero monumentale di Trento

Nel 1890 su iniziativa del podestà viene costruita la centrale idroelettrica del Fersina, che fornisce elettricità alla città. Nel 1886 assieme ad altri politici liberali fa nascere la Banca Cooperativa di Trento e il  giornale L'Alto Adige. Il 17 settembre dello stesso anno Francesco Giuseppe viene in visita a Brunico e Oss Mazzurana lo incontra chiedendo un'amministrazione autonoma per il Trentino. Nel 1888 viene emanato lo Statuto cittadino e Trento ottiene lo status di comune indipendente. Nel 1890 sostiene la costruzione del Monumento a Dante.
Nel 1891 il consiglio comunale autorizza la giunta a iniziare le operazioni per il collegamento fra Trento e le valli limitrofe con tranvie a trazione elettrica (sfruttando l'energia idroelettrica), fortemente volute dal podestà: verranno realizzate la ferrovia della Valsugana e la tranvia Trento-Malé.
Fra il 1889 e il 1890 ordina una rilevazione statistica sulle condizioni delle case di Trento, e visti i pessimi risultati nasce l'idea della costruzione di nuove case operaie nella zona di Piedicastello, ispirandosi al Nuovo quartiere operaio di Schio voluto da Alessandro Rossi. Mancano però investimenti privati, e anche il consiglio comunale si mostra contrario ad un finanziamento diretto: è quindi Paolo Oss Mazzurana stesso a finanziare personalmente la costruzione di 10 case (provocando qualche dubbio sulla legittimità dell'operazione), che verranno poi vendute a basso prezzo alla Società di Mutuo Soccorso dai suoi figli dopo la sua morte.
Nel 1893 Mazzurana è fra i fondatori dell'Associazione politica nazionale del Trentino. Il 19 settembre dello stesso anno Francesco Giuseppe visita Innsbruck e l'Oss Mazzurana lo incontra un'altra volta per presentargli una richiesta di autonomia del Tirolo italiano a nome dei comuni trentini.
Il 21 giugno 1894 viene colpito da un ictus mentre si trova a Cles per motivi legati alla realizzazione della ferrovia. Muore il 15 gennaio 1895 nella sua casa di Trento. Ai funerali pubblici, celebrati il 18 gennaio, prendono la parola fra gli altri il vice podestà Silvio Dorigoni, i baroni Giovanni Ciani, Valeriano Malfatti e Luigi Hippoliti, i cavalieri Niccolò Taddei e Massimiliano Mersi e l'allora studente universitario Cesare Battisti.
Il 17 gennaio 1896 via Lunga, dove si trovava la casa in cui morì Paolo Oss Mazzurana, viene intitolata a lui. Lo stesso anno l'artista Ettore Ximenes dona alla famiglia un ritratto ad olio dell'Oss Mazzurana, che aveva conosciuto alcuni anni prima per il concorso per la realizzazione del Monumento a Dante, poi vinto da Cesare Zocchi.

## Riconoscimenti successivi
A Trento il 3 e il 4 giugno 1983 si è tenuto un convegno dal titolo "Trento nell'età di Paolo Oss Mazzurana". La presidenza dei lavori e il compito di trarre le conclusioni furono affidati allo storico Ernesto Sestan (1898 - 1985). In seguito la Società di studi trentini di scienze storiche ha pubblicato gli atti del convegno. In storiografia sono state individuate, fatte le dovute proporzioni, delle analogie fra la figura dell'Oss Mazzurana e quella di Giovanni Giolitti.